# IC 168
IC 168 ist eine linsenförmige Galaxie vom Hubble-Typ SAB0-a im Sternbild Walfisch südlich des Himmelsäquators. Sie ist schätzungsweise 239 Millionen Lichtjahre von der Milchstraße entfernt und hat einen Durchmesser von etwa 20.000 Lj.
Im selben Himmelsareal befinden sich unter anderem die Galaxien NGC 707 und IC 170.
Das Objekt wurde am 7. Oktober 1891 von dem US-amerikanischen Astronomen Sherburne Wesley Burnham entdeckt.